# 迪化市

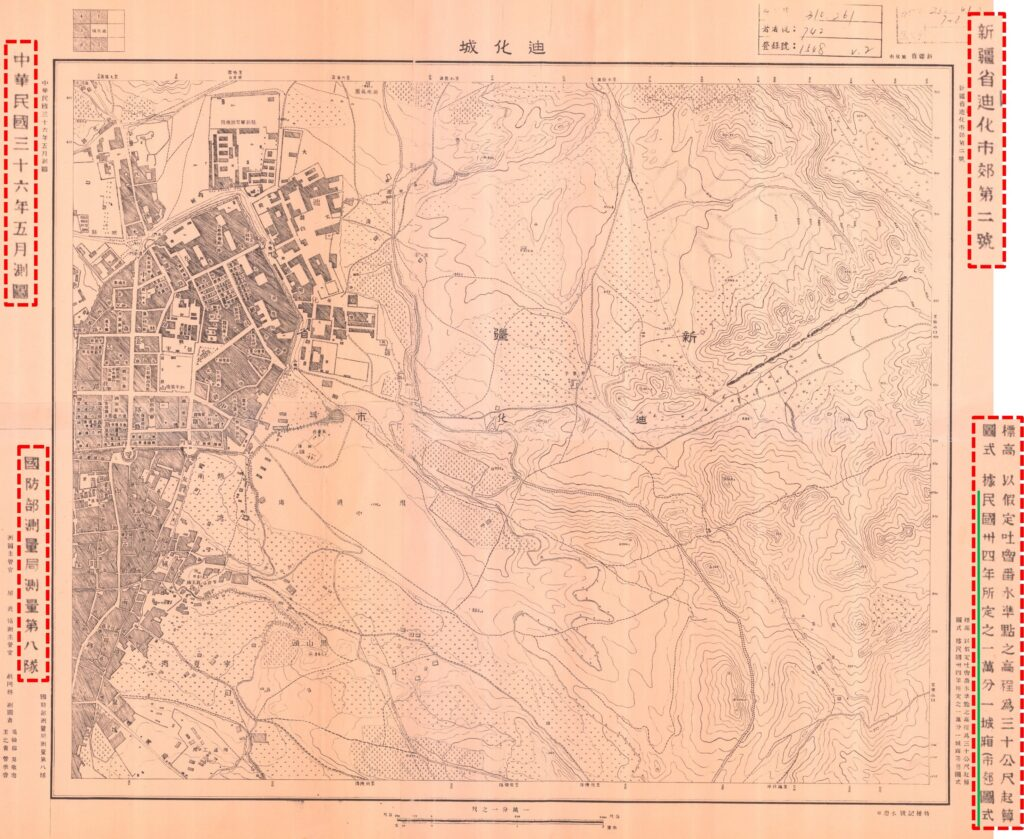
民國三十六年（1947年）5月，新疆省政府委托、中華民國國防部測量局第八隊測圖的《迪化城》(迪化市郊第二號) (原圖) 。

迪化市是中华民国大陆时期新疆省的一个省辖市，1945年8月:208，国民政府以迪化县城区设置:64。中华人民共和国建立初期沿用，1953年批准更名为乌鲁木齐市。在中華民國行政區劃中，做为原中華民國公告疆域行政區劃中的56個省轄市之一，保留至2005年。
迪化市辖区在清代被称为迪化城，即今乌鲁木齐市天山区:6。

## 历史
清朝乾隆年间，乾隆帝将乌鲁木齐城，赐名为迪化城，后称之为汉城。后在迪化城西建鞏寧城，即老满城。在迪化城东建满营土城，俗称新满城。1884年，新疆建省后，迪化城和新满城合而为一:38—39，是为全省的政治和商业中心:58。后设迪化府，又设迪化县为附郭首县:38—39。迪化城与新满城以及城厢所在，即今天山区。今沙依巴克区则属迪化县:6。
中华民国二年（1913年）二月，裁撤迪化府，保留附郭首县迪化县:208。迪化县县城即新疆省省城:58。
盛世才主政新疆的1930年代，曾推动迪化设市。1934年，因迪化城人口增多，社会管理责任繁重，设立工务局。工务局与省会警察局共同负责迪化城的市政管理工作。其后，短暂的设置迪化市。省会警察局后改名为迪化市公安局。1936年5月，迪化市公安局改回省会公安局:59。
1937年，工务局改设工程委员会。1940年，成立迪化市政委员会，主管城市建设工作。1941年2月，迪化市政委员会委派工程师魏亚藩、绘图员王绍曾绘制“迪化市区分区计划图”。新疆省政府财政厅代厅长毛泽民参与。1942年，迪化工程委员会并入迪化市政委员会:59。
1944年，盛世才离开新疆到重庆赴任。國民政府开始主政新疆。1945年8月，正式设立迪化市:208。8月间，迪化市政府扩大组织，成立工务局、卫生局:63。10月28日，正式成立迪化市政府:59。市长金绍先由甘肃兰州搭乘军用飞机至迪化任职:26。1946年4月8日国民政府公报显示，依国民政府令，任命金绍先权理迪化市市长职务。7月24日，依国民政府令，权理市代金绍先被免职。后任市长屈武。
1946年2月24日，依据《市参议会组织条例》、《市参议员选举条例》，迪化市政府在市属4区举行投票选举，选出25名参议员，25名候补参议员。3月15日，在迪化市政府礼堂，市参议员、候补参议员宣誓就职，迪化市首届参议会正式成立。选举当地知名商人周海东为议长:62。同年，迪化市政府将新落成的市中心广场命名为和平广场（中华人民共和国建立后改名人民广场）:61。
迪化市设立时，其辖区为迪化县城区及附近地区，市区划分为一、二、三、四、五区:64:59。有研究者指，虽然迪化市的正式设立比沿海地区同类建制市晚十余年，“但也说明了新疆经过缓慢而渐进式的发展，终于步入了城市型政区发展的新时期:64”1947年，中華民國內政部编撰的《中華民國行政區域簡表》中，迪化市面积未录入，人口则包含在迪化县的97988人中:208。1947年2月，完成《迪化市街图》测绘。同年，成立公营处营造组，负责市政工程维修、建设。1948年，迪化市完成市界勘划。市区南北长17公里，东西宽7公里，总面积119平方公里:59。
1949年9月，新疆和平解放。新政权接管迪化市。12月，成立迪化市人民政府，市区划分为七个区:59。1953年11月20日，政务院批准迪化市更名为乌鲁木齐市。迪化县亦更名为乌鲁木齐县。1954年2月1日，迪化市更名为乌鲁木齐市:63。日后，乌鲁木齐市辖区逐步扩大。

## 备注
1. ↑  原文[6]:62为《市参议会选举条例》，当是《市参议员选举条例》之误。